# Aridelus mellipes
Aridelus mellipes är en stekelart som beskrevs av De Saeger 1946. Aridelus mellipes ingår i släktet Aridelus och familjen bracksteklar. Inga underarter finns listade.